# Something Better Change
«Something Better Change» — третий сингл The Stranglers, записанный группой с продюсером Мартином Рашентом в июле 1977 года и включённый во второй альбом No More Heroes.
Сингл «Something Better Change» (c внеальбомным треком «Straighten Out» на обороте) вышел 22 июля 1977 года и 20 августа поднялся до #9 в UK Singles Chart, 8 недель продержавшись в Top 40.
В 12-дюймовую версию сингла вошли также «(Get A) Grip (On Yourself)» and «Hanging Around», два трека из дебютного альбома группы Rattus Norvegicus. За период с 1982 по 2011 годы песня «Something Better Change» вошла в 20 различных релизов The Stranglers.

## Состав
- Хью Корнуэлл — гитара, вокал
- Жан-Жан Бернел — бас-гитара
- Дэйв Гринфилд — клавишные
- Джет Блэк — ударные

## Позиции в хит-парадах
| Хит-парад (1977)                | Высшая позиция |
| ------------------------------- | -------------- |
| Бельгия/Валлония (Ultratop 50)  | 49             |
| Великобритания (OCC UK Singles) | 9              |
| Нидерланды (Dutch Top 40)       | 32             |
| Нидерланды (Single Top 100)     | 29             |